# النا فیشر
النا فیشر (به انگلیسی: Elena Fisher) یک شخصیت ساختگی در سری بازی‌های ویدئویی آنچارتد می‌باشد که توسط شرکت ناتی داگ ساخته شده‌است. او به عنوان شخصیت اصلی در سه نسخه اصلی این سری شامل آنچارتد: اقبال دریک، آنچارتد ۲: درمیان دزدان و آنچارتد ۳: فریب دریک حضور داشته‌است و همچنین در آخرین قسمت از این سری با عنوان آنچارتد ۴: عاقبت یک دزد نیز حضور دارد. امیلی رز صداپیشگی و ضبط حرکت شخصیت النا فیشر را در تمام نسخه‌ها به عهده داشته‌است.
النا فیشر یک روزنامه‌نگار و خبرنگار مستندساز آمریکایی است و در سری آنچارتد عشق اصلی نیتن دریک به حساب می‌آید.بعدها آنها صاحب دختری به نام کسی (cassie) می‌شوند.